# (25074) Honami
(25074) Honami est un astéroïde de la ceinture principale d'astéroïdes.

## Description
(25074) Honami est un astéroïde de la ceinture principale d'astéroïdes. Il fut découvert le 19 août 1998 à Socorro (Nouveau-Mexique) par le projet LINEAR. Il présente une orbite caractérisée par un demi-grand axe de 2,34 UA, une excentricité de 0,17 et une inclinaison de 5,9° par rapport à l'écliptique.

## Compléments